# Condado de Valley (Nebraska)
El condado de Valley (en inglés: Valley County), fundado en 1871, es un condado del estado estadounidense de Nebraska. En el año 2000 tenía una población de 4.647 habitantes con una densidad de población de 3 personas por km². La sede del condado es Ord.

## Geografía
Según la oficina del censo el condado tiene una superficie total de 1481 km² (571,8 mi²), de los que 1466 km² (566 mi²) son tierra y 10 km² (3,9 mi²) (0,67%) son agua.

## Condados adyacentes
- Condado de Greeley - este
- Condado de Sherman - sur
- Condado de Custer - oeste
- Condado de Garfield - norte

## Demografía
Según el censo del 2000 la renta per cápita media de los habitantes del condado era de 27 926 dólares y el ingreso medio de una familia era de 35 571 dólares. En el año 2000 los hombres tenían unos ingresos anuales 25 224 dólares frente a los 17 217 dólares que percibían las mujeres. El ingreso por habitante era de 14 996 dólares y alrededor de un 12,80 % de la población estaba bajo el umbral de pobreza nacional.

## Ciudades y pueblos
- Arcadia
- Elyria
- North Loup
- Ord